# Kewaskum
Kewaskum est un village des comtés de Washington et de Fond du Lac, dans l'État du Wisconsin, aux États-Unis. En 2020, il comptait une population de 4 309 habitants.